# Washington Redskins 1960
La stagione 1960 dei Washington Redskins è stata la 29ª della franchigia nella National Football League e la 24ª a Washington. Sotto la direzione del capo-allenatore Mike Nixon la squadra ebbe un record di 1-9-2, terminando sesti nella NFL Eastern e mancando i playoff per il 15º anno consecutivo. L'unica vittoria giunse il 9 novembre a Washington contro i neonati Dallas Cowboys.
Questa fu l'ultima stagione al Griffith Stadium. A fine anno i Redskins licenziarono Nixon e lo sostituirono con Bill McPeak.

## Calendario
| Stagione regolare |                    |                        |                    |                    |                             |                    |                    |
| Turno             | Data               | Avversario             | Risultato          | Record             | Stadio                      | Pubblico           | Sintesi            |
| 1                 | 25 settembre       | at Baltimore Colts     | S 0–20             | 0–1                | Memorial Stadium            | 53,818             | Recap              |
| 2                 | Settimana di pausa | Settimana di pausa     | Settimana di pausa | Settimana di pausa | Settimana di pausa          | Settimana di pausa | Settimana di pausa |
| 3                 | 9 ottobre          | Dallas Cowboys         | V 26–14            | 1–1                | Griffith Stadium            | 21,142             | Recap              |
| 4                 | 16 ottobre         | at New York Giants     | P 24–24            | 1–1–1              | Yankee Stadium              | 60,625             | Recap              |
| 5                 | 23 ottobre         | Pittsburgh Steelers    | P 27–27            | 1–1–2              | Griffith Stadium            | 25,292             | Recap              |
| 6                 | 30 ottobre         | Cleveland Browns       | S 10–31            | 1–2–2              | Griffith Stadium            | 32,086             | Recap              |
| 7                 | 6 novembre         | at St. Louis Cardinals | S 6–44             | 1–3–2              | Busch Stadium               | 22,458             | Recap              |
| 8                 | 13 novembre        | at Philadelphia Eagles | S 13–19            | 1–4–2              | Franklin Field              | 39,361             | Recap              |
| 9                 | 20 novembre        | St. Louis Cardinals    | S 14–26            | 1–5–2              | Griffith Stadium            | 23,848             | Recap              |
| 10                | 27 novembre        | at Pittsburgh Steelers | S 10–22            | 1–6–2              | Forbes Field                | 22,334             | Recap              |
| 11                | 4 dicembre         | at Cleveland Browns    | S 16–27            | 1–7–2              | Cleveland Municipal Stadium | 35,211             | Recap              |
| 12                | 11 dicembre        | New York Giants        | S 3–17             | 1–8–2              | Griffith Stadium            | 14,077             | Recap              |
| 13                | 18 dicembre        | Philadelphia Eagles    | S 28–38            | 1–9–2              | Griffith Stadium            | 20,558             | Recap              |

Nota: gli avversari della propria division sono in grassetto.

## Classifiche
| NFL Eastern         |    |   |   |      |       |     |     |     |
|                     | V  | S | P | %    | DIV   | PF  | PS  | STR |
| Philadelphia Eagles | 10 | 2 | 0 | .833 | 8–2   | 321 | 246 | V1  |
| Cleveland Browns    | 8  | 3 | 1 | .727 | 6–3–1 | 362 | 217 | V3  |
| New York Giants     | 6  | 4 | 2 | .600 | 5–4–1 | 271 | 261 | S1  |
| St. Louis Cardinals | 6  | 5 | 1 | .545 | 4–5–1 | 288 | 230 | V1  |
| Pittsburgh Steelers | 5  | 6 | 1 | .455 | 4–5–1 | 240 | 275 | S1  |
| Washington Redskins | 1  | 9 | 2 | .100 | 0–8–2 | 178 | 309 | S8  |

Note: I pareggi non venivano conteggiati ai fini della classifica fino al 1972.